# Just do it (奥井雅美の曲)
『Just do it』（ジャスト・ドゥー・イット）は、奥井雅美の通算23作目のシングルである。

## 概要
- 前作「TURNING POINT」「CUTIE」から2週間の短いインターバルでリリースされ、急遽発売が決まったシングル。8cmCDだが、ケースはマキシシングル仕様である。
- アルバム『NEEI』ではNEEI mixとして収録されている。

## ディスクジャケット
ジャケットに奥井の写真はなく、全て奥井自身による直筆イラストになっている。

## 収録曲
| 全作詞: 奥井雅美、全作曲・編曲: 矢吹俊郎。 |                              |          |            |      |
| #                                          | タイトル                     | 作詞     | 作曲・編曲 | 時間 |
| 1.                                         | 「Just do it」               | 奥井雅美 | 矢吹俊郎   | 4:13 |
| 2.                                         | 「Just do it」(instrumental) | 奥井雅美 | 矢吹俊郎   | 4:13 |
| 合計時間:                                  | 合計時間:                    | 8:26     |            |      |

## 参加ミュージシャン
Just do it
- All instruments : 矢吹俊郎
- Solo guitar : 若林剛太
- Chorus : 奥井雅美, 副田研二
- Mix : 矢吹俊郎

## メディアでの使用
| # | 曲名           | タイアップ                        | 出典  |
| - | -------------- | --------------------------------- | ----- |
| 1 | 「Just do it」 | TBS系『エクスプレス』テーマソング | [ 2 ] |